# Chorągiew węgierska Marszałka Wielkiego Koronnego
Chorągiew węgierska Marszałka Wielkiego Koronnego – oddział piechoty armii koronnej wojska I Rzeczypospolitej.

## Formowanie i zmiany organizacyjne
Chorągwie piechoty węgierskiej były oddziałami przybocznymi.
Uchwalony na  sejmie 1717 roku komput wojska koronnego przewidywał zorganizowanie chorągwi janczarskiej marszałka wielkiego koronnego w sile 150 porcji. W sztabie kompanii służyli: kapitan, porucznik, chorąży, lekarz, profos oraz kilku podoficerów i orkiestrantów.
Chorągiew węgierska laski marszałkowskiej. Nazwy ludowe tej chorągwi brzmiały: kruki (kuruce) i kurpiki.
Stanowisko: u boku marszałka wielkiego koronnego.

## Barwa chorągwi
Żołnierze chorągwi janczarskich, później znów przekształconych na węgierskie, nosili strój zbliżony do wzorów tureckich i węgierskich, przy czym kurtki poszczególnych chorągwi różniły się kolorem.
Czapki niebieskie, blachy żółte, kity: biała i pomarańczowa, wyłogi pomarańczowe, podszewka biała, guziki białe. Naramienniki srebrne, takaż szarfa i temblak, przerabiane karmazynem. Oprawa szpady mosiężna. Lederwerk biały, klamra pasa mosiężna, takaż oprawa tasaka. W innym egzemplarzu tej książki kolor wyłogów pąsowy, a nie pomarańczowy.

## Żołnierze chorągwi
Szefowie:
Zgodnie z tradycją szefem chorągwi był także każdorazowo marszałek wielki koronny (stąd nazwa jednostki).
Komendanci:
- rotm. Jan Fournier (1754-1787),
- Piotr Hoffman (1793).

## Bitwy i potyczki
Żołnierze tej chorągwi brali udział w:
- insurekcji warszawskiej (17 i 18 kwietnia 1794)
- obronie Warszawy (od 13 lipca do 6 września 1794).